# Parastenocrobylus
Parastenocrobylus är ett släkte av insekter. Parastenocrobylus ingår i familjen gräshoppor.
Kladogram enligt Catalogue of Life:
| Parastenocrobylus | \| \| Parastenocrobylus borneensis \| \| \| \| \| \| Parastenocrobylus macilentus \| \| \| \| |
|                   | \| \| Parastenocrobylus borneensis \| \| \| \| \| \| Parastenocrobylus macilentus \| \| \| \| |
|                   | Parastenocrobylus borneensis                                                                  |
|                   |                                                                                               |
|                   | Parastenocrobylus macilentus                                                                  |
|                   |                                                                                               |